# Greyhounds
Greyhounds è un film per la televisione del 1994 diretto da Kim Manners.
È un film commedia giallo statunitense con James Coburn, Robert Guillaume, Pat Morita e Dennis Weaver.

## Produzione
Il film, diretto da Kim Manners su una sceneggiatura di Stephen J. Cannell con il soggetto dello stesso  Cannell e di Peter Lance e Jerry Beck, fu prodotto da Bill Nuss per la Stu Segall Productions e la Cannell Entertainment e girato a San Diego in California.

## Distribuzione
Il film fu trasmesso negli Stati Uniti il 24 giugno 1994 sulla rete televisiva CBS. È stato poi distribuito negli Stati Uniti in DVD nel 2011 dalla Mill Creek Entertainment. È stato distribuito anche in Germania con il titolo Greyhounds - Schnüffler gehen nie in Rente e in Ungheria con il titolo Vén kopók.